# Joana Seymour
Joana Seymour (c. 1508 – 24 de outubro de 1537) foi a terceira esposa do rei Henrique VIII e Rainha Consorte do Reino da Inglaterra de 1536 até sua morte. Era filha de João Seymour e Margarida Wentworth, tendo morrido pouco depois de dar à luz o único filho homem de Henrique, o posterior Eduardo VI.

## Vida
Joana era filha de João Seymour e Margarida Wentworth. 
provavelmente nasceu em Wulfhall. Sua data de nascimento não foi registrada; vários relatos usam entre 1504 e 1509, mas geralmente é estimado por volta de 1508. Através de seu avô materno, ela era descendente do filho do rei Eduardo III , Lionel de Antuérpia, primeiro duque de Clarence. Por causa disso, ela e o rei Henrique VIII eram primos em quinto grau. Ela também compartilhou uma bisavó, Elizabeth Cheney, com sua segunda e quinta esposas, Ana Bolena e Catarina Howard.
Joana não era tão educada quanto a primeira e a segunda esposa de Henrique, Catarina de Aragão e Ana Bolena. Ela sabia ler e escrever um pouco, mas era muito melhor em bordado e administração doméstica , que eram consideradas muito mais necessárias para as mulheres. Seu bordado era supostamente bonito e elaborado; parte dele sobreviveu até 1652, quando se registra que foi doado à família Seymour. Após sua morte, notou-se que Henrique era um "bordador entusiasta".
Joana tornou-se dama de honra da rainha Catarina em 1532, mas pode tê-la servido já em 1527, e passou a servir a rainha Ana com sua irmã Elizabeth. O primeiro relato do interesse de Henrique por Joana foi em fevereiro de 1536, cerca de três meses antes da execução de Ana.
Joana foi muito elogiada por sua natureza gentil e pacífica, sendo chamada de "a senhora gentil como sempre conheci" por John Russell e "do Pacífico" pelo Embaixador Imperial Eustace Chapuys , (que se referiu a ela como Jane Semel em suas cartas) por seus esforços de pacificação na corte. Segundo Chapuys, ela era de estatura mediana e muito pálida; ele também disse que ela não era muito bonita, mas Russell disse que ela era "a mais bela de todas as esposas do rei". Polydore Vergil comentou que ela era "uma mulher de extremo charme tanto em caráter quanto em aparência". Ela era considerada mansa, gentil, simples e casta, com sua grande família fazendo com que ela fosse considerada adequada para ter muitos filhos.

### Casamento, ascenção como rainha e herdeiro
Henrique VIII ficou noivo de Joana Seymour em 20 de maio de 1536, um dia após a execução de Ana Bolena. Eles se casaram no Palácio de Whitehall, Whitehall, Londres, no armário da Rainha pelo Bispo Gardiner em 30 de maio de 1536. Como presente de casamento, ele concedeu-lhe 104 mansões em quatro condados, bem como uma série de florestas e perseguições de caça. Ela foi proclamada publicamente rainha em 4 de junho de 1536.Sua simpatia bem divulgada pela falecida rainha Catarina e sua filha Maria Tudor mostrou que ela era compassiva e fez dela uma figura popular entre as pessoas comuns e a maioria dos cortesãos. Ela nunca foi coroada por causa da peste em Londres, onde a coroação aconteceria. Henrique pode ter relutado em coroá-la antes que ela cumprisse seu dever como rainha consorte, dando-lhe um herdeiro homem.
Como rainha, dizia-se que Joana era rigorosa e formal. Os entretenimentos luxuosos, a alegria e a extravagância da casa da rainha, que atingiram seu auge durante a época de Ana Bolena, foram substituídos por um decoro estrito. Ela proibiu a moda francesa que Ana introduziu Joana parece ter sido conservadora. Seu único envolvimento relatado nos assuntos nacionais, em 1536, foi quando ela pediu perdão aos participantes da Peregrinação da Graça. Diz-se que Henrique rejeitou isso, lembrando-a do destino que sua antecessora encontrou quando ela "se intrometeu em seus assuntos". Seu lema como rainha era "Obrigação de obedecer e servir."
Joana formou um relacionamento próximo com sua enteada Maria, fazendo esforços para que Maria fosse restaurada na corte e na sucessão real, atrás de quaisquer filhos que ela pudesse ter com Henrique. Ela levantou a questão da restauração de Maria antes e depois de ela se tornar rainha. Embora ela não tenha conseguido restaurar Maria na linha de sucessão, ela conseguiu reconciliá-la com Henrique. Chapuys escreveu ao imperador Carlos V sobre sua compaixão e esforços em nome do retorno de Maria às boas graças. Uma carta de Maria para ela mostra sua gratidão por Joana. Embora tenha sido ela quem primeiro pressionou pela restauração, Maria e Isabel não foram reintegradas na sucessão até que a sexta esposa de Henrique, Catarina Parr o convenceu a fazê-lo. 
Uma fonte não contemporânea conjectura que ela pode estar grávida e ter sofrido um aborto espontâneo no Natal de 1536. Em janeiro de 1537, Joana concebeu novamente. Durante a gravidez, ela desenvolveu um desejo por codornas, que Henrique encomendou para ela de Calais e Flandres. Durante o verão, ela não assumiu compromissos públicos e levou uma vida relativamente tranquila, atendida pelos médicos reais e pelas melhores parteiras do reino. Ela entrou em confinamento em setembro de 1537 e deu à luz o cobiçado herdeiro masculino, o futuro rei Eduardo VI , às duas horas da madrugada de 12 de outubro de 1537 no Palácio de Hampton Court. Eduardo foi batizado em 15 de outubro de 1537, sem a presença de sua mãe, como era o costume. Ele foi o único filho legítimo de Henrique VIII a sobreviver à infância. Ambas as suas filhas, Maria e Isabel, estiveram presentes e carregaram a cauda de Eduardo durante a cerimônia. 

### Morte e funeral
O trabalho de parto de Joana foi difícil, durando dois dias e três noites, provavelmente porque o bebê não estava bem posicionado. Após o batizado, ficou claro que ela estava gravemente doente. Ela morreu em 24 de outubro de 1537 no Palácio de Hampton Court. Dentro de algumas semanas, houve relatos conflitantes sobre a causa de sua morte. De acordo com a biógrafa do rei Eduardo, Jennifer Loach, sua morte pode ter sido devido a uma infecção causada por uma placenta retida. Segundo Alison Weir, ela pode ter sucumbido à febre puerperal após uma infecção bacteriana contraída durante o parto. Weir também especulou, após consulta médica, que a causa de sua morte foi uma embolia pulmonar.
Joana foi enterrada em 12 de novembro de 1537 na Capela de São Jorge, no Castelo de Windsor, após o funeral em que sua enteada Maria atuou como principal enlutada. Uma procissão de 29 pessoas em luto seguiu Maria, uma para cada ano de vida de Joana. Ela foi a única das esposas de Henrique a receber o funeral de uma rainha.
Após sua morte, Henrique vestiu preto pelos três meses seguintes. Casou-se com Ana de Cleves dois anos depois, embora as negociações de casamento tenham começado provisoriamente logo após a morte de Joana. Ele engordou durante a viuvez, ficando obeso e inchado e desenvolvendo diabetes e gota . Historiadores especularam que ela foi sua esposa favorita porque deu à luz um herdeiro homem. Quando ele morreu em 1547, foi enterrado ao lado dela, a seu pedido, no túmulo que ele havia feito para ela.

## Filhos comHenrique VIII
- Eduardo VI da Inglaterra (12 de Outubro de 1537 - 6 de Julho de 1553).

## Na cultura popular

### Filmes e séries
- Em 1933, Wendy Barrie interpretou Joana Seymour no filme de Alexander Korda, Os Amores de Henrique VIII;
- Anita Briem interpreta Joana Seymour como dama-de-companhia de Ana Bolena na 2ª temporada da série televisiva The Tudors. Na 3ª temporada da mesma série, quando se torna rainha Joana até sua morte, a personagem é interpretada por Annabelle Wallis;
- Seymour foi representada por Naomi Benson no filme para televisão The Other Boleyn Girl em produção da BBC, em 2003;
- Joane Seymour foi interpretada pela atriz Juno Temple em 2008 no filme The Other Boleyn Girl.

### Livros
- É a personagem principal do livro I, Jane:In the Court of Henry VIII, da autora Diana Haeger.

### Música
- Chamada de Giovanna Seymour, aparece na ópera Anna Bolena, de Gaetano Donizetti;
- Rick Wakeman gravou a peça "Joane Seymour" para seu álbum de 1973, The Six Wives of Henry VIII;
- The Death of Queen Jane, uma balada inglesa catalogada por Francis James Child, relata os eventos que levaram a sua morte. O nome dela, em algumas versões escocesas, é dado como Jeanie ou Jeany.

### Teatro
- Joane é personagem do musical SIX, escrito por Toby Marlow e Lucy Moss, sendo interpretada originalmente pela atriz Natalie Paris. Seu solo "Heart of Stone" e estilo são inspirados nas divas POP Adele e Mariah Carey.